# 戸田信子 (アナウンサー)
戸田 信子（とだ のぶこ、1960年3月13日 - 2018年8月4日）は、日本のアナウンサー。日本でアナウンサーとして活動した後、アメリカ合衆国で日本語教育者として活動していた。米国名は、Nobuko Toda Patton（日本語表記：パットン信子=パットンのぶこ）。アナウンサー時代の愛称は宇宙人。

## 来歴
| 年表                     | 経歴 |
| ------------------------ | --- |
| 1960年3月13日            | 岩手県二戸郡一戸町出身 |
| 1983年3月                | 光華女子大学（現在の京都光華女子大学）文学部日本文学科およびCHK名古屋アナウンススクール卒業。血液型はB型 |
| 1983年4月                | 岩手放送（現在のIBC岩手放送。以下、IBC）にアナウンサーとして入社し、テレビ『ポップチャンネル』ラジオ『IBCトップ40』『ワイド145』『ジャスト・ジャズ・タイム』『爆発ワイドラジオ新鮮組』などの番組を担当。アナウンサーとしての同期に菊池幸見がいる |
| 1988年10月               | 東京放送（TBS）へ出向し、テレビの報道番組『JNNニュースデスク'88・'89』のサブキャスターを担当 |
| 1989年9月                | 『JNNニュースデスク』の終了後IBCを退社し、スタッフ東京所属のフリーアナウンサーに転向 |
| 1992年4月 - 1993年3月    | テレビ朝日『ステーションEYE』メインキャスター |
| 1993年4月 - 1994年9月    | テレビ朝日『CNNデイブレイク』月 - 木曜日メインキャスター |
| 1996年4月 - 1997年3月    | かつての所属先であるIBCで『おばんDEナイト』の司会を担当 |
| 1997年4月                | IBCが立ち上げた夕方ワイド番組『幸見の夕刊テレビ』と自身がかつてパーソナリティを務めていた『IBCトップ40』に出演 ※前者は1998年9月まで、後者は1999年3月まで放送した                                                                                 |
| 上記の両番組の終了後     | 『幸見の夕刊テレビ』で共演したアメリカ人男性と結婚し、アメリカ合衆国へ渡る。ケンタッキー州で大学講師として日本語教育に携わり、夫ほか4人による共著により『Beginning Japanese』（ビギング ジャパニーズ）という日本語の教科書を上梓した             |
| 2018年8月4日（米国時間） | 肺がんのため死去。58歳没 |

## 著書
- 『Beginning Japanese Workbook: Your Pathway to Dynamic Language Acquisition』（2010年、Tuttle Publishing） ISBN 978-0804840576 「Nobuko Patton」名義。Michael L. Kluemper、Lisa Berkson、Nathan Pattonとの共著。